# منتخب لوكسمبورغ لاتحاد الرغبي للسيدات
منتخب لوكسمبورغ لاتحاد الرغبي للسيدات هو ممثل لوكسمبورغ الرسمي في المنافسات الدولية في اتحاد الرغبي.
- تُصنّف منتخب لوكسمبورغ الوطني النسائي للرجبي على أنه "represent Luxembourg at rugby union" وقد لعب أول مباراة دولية له عام 2007، حيث عانى من هزائم كبيرة لكنه حقق كذلك فوزًا واحدًا، وهو 20-0 ضد صربيا.
- أرقام مهمة:
  - أول مباراة: 11 أبريل 2007 في لوفان، بلجيكا (خسر 0-73)
  - الفوز الأكبر: 20-0 ضد صربيا بتاريخ 13 أبريل 2007 في ديندرموند، بلجيكا
  - آخر مباراة دولية مسجلّة: 28 أكتوبر 2007 ضد ألمانيا (خسر 0-37)
  - التصنيف العالمي حسب World Rugby: المركز 61 بتاريخ 2 يونيو 2025

### لمحة مختصرة لتضمينها داخل التعديل:
منتخب لوكسمبورغ الوطني النسائي للرجبي (المعروف أيضًا باسم "منتخب لوكسمبورغ للسيدات في اتحاد الرغبي") هو ممثل رسمي لوكسمبورغ في المنافسات الدولية بالرجبي. انطلقت مسيرته عام 2007، وحقق أعلى فوز له بواقع 20-0 ضد صربيا، في حين سجّل أدنى خسارة بـ 0-73 ضد بلجيكا. حالياً يحتل هذا المنتخب المركز 61 عالمياً (تاريخ تقدير: 2 يونيو 2025) .